# Son Tung M-TP
Nguyen Thanh Tung (em vietnamita: Nguyễn Thanh Tùng, nascido no dia 5 de Julho de 1994), mais conhecido pelo seu nome artístico Son Tung M-TP (em vietnamita: Sơn Tùng M-TP), é um ator, cantor, compositor e executivo vietnamita. Muitas de suas músicas se tornam e se tornaram hits e conquistaram o primeiro lugar nas paradas musicais do Vietnã, como as músicas “Cơn mưa ngang qua” (The Rain Came By), “Em của ngày hôm qua” (You of Yesterday), "Chắc ai đó sẽ về" (Someone Will Come Back), “Thái Bình mồ hôi rơi” (Sweat of Thai Binh) "Không phải dạng vừa đâu" (I’m Quite Something), "Khuôn mặt đáng thương" (Pitiful Face), "Âm thầm bên em" (Silently stand by you), "Buông đôi tay nhau ra" (Let go off each other's hands), "Chúng ta không thuộc về nhau" (We don't belong to each other) e, mais recentemente, "Lạc Trôi" (Lost) e "Nơi Này Có Anh" (Love Is...). Em 2017 Sơn Tùng também lançou o seu primeiro álbum m-tp M-TP e no mesmo ano a autobiografia Chạm tới giấc mơ (Touching the dream).
O cantor passou quatro anos como parte da Văn Production e da WePro Entertainment até criar sua gravadora, a M-TP Entertainment, que foi fundada no final de 2016. Seus outros trabalhos incluem a turnê de concertos Chuyến bay đầu tiên (2015–2016) , um papel de protagonista no filme 2014 Dandelion (que lhe rendeu um Prêmio Golden Kite para Jovem Ator de Destaque) e uma aparição como um concorrente na série de televisão The Remix . Chamado de "Prince of V-pop " por sua popularidade, Tùng recebeu muitos prêmios que incluem o MTV Europe Music Award , o Dedication Music Award , o Mnet Asian Music Award , sete Green Wave Awards.e uma inclusão na lista da Forbes Vietnam 's 2018 30 Under 30.

## Infância e início de carreira

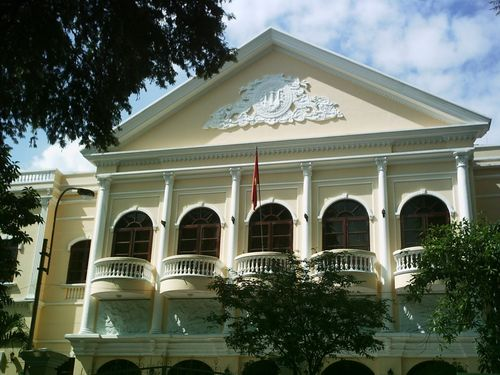
Nhạc viện TP HCM

Nguyen Thanh Tung nasceu e cresceu na cidade de Thai Binh, na província com o mesmo nome no Vietnã. Ele é o filho mais velho de uma família com dois filhos. Seu pai é um empresário e sua mãe uma ex-cantora do Thai Binh Theatre. Sua paixão pela música foi inspirada e influenciada por sua mãe.
Ele frequentou a Escola Elementar Ky Ba, Escola Secundária Ky Ba, Escola Secundária Tay Son e a Escola Secundária Le Quy Don, todas em Thai Binh. Nguyen Thanh Tung já foi premiado pelo excelente desempenho acadêmico e também recebeu o Outstanding Student Leadership Awards (em vietnamita: Chiến sĩ nhỏ Điện Biên Awards).
Seu nome artístico- M-TP significa "Música" -Âm nhạc, "Tài năng" - "talento" é Phong cách - "estilo"

### 2012 – 2014
Em 2012, Nguyen Thanh Tung terminou o ensino médio e decidiu seguir seu sonho musical na Cidade de Ho Chi Minh. Ele passou os exames de entrada do Departamento de Música e Vocal no Conservatório de música da Cidade de Ho Chi Minh, com pontuação que o deixou em primeiro lugar.
Depois de compartilhar suas músicas na internet, uma delas (“Con Mua Ngang Qua”), chamou a atenção de um dos mais famosos e muito respeitados compositores do Vietnã - Nguyễn Cường. Nguyen nomeou esta canção para o programa de música de televisão nacional Bài hát yêu thích (A canção favorita). Esta foi a primeira vez que o M-TP performou em um grande palco nacional. Com uma melodia cativante, jovem, vibrante e excelente desempenho da canção recebeu muitos elogios dos juízes e ganhou o Prêmio de Canção Favorita naquele mês.
O sucesso da canção também o levou a assinar um contrato com a Van Production em novembro de 2012. Neste momento, ele mudou seu nome artístico para Son Tung M-TP.
No início de 2014, Son Tung M-TP lançou seu primeiro MV oficial, “Em Cua Ngay Hom Qua ("You of Yesterday") no YouTube. No dia 16 de outubro de 2015, o clip atingiu mais de 70 milhões de visualizações. Este MV fez com o que nome de Son Tung M-TP fosse para o exterior e ganhou a atenção da mídia asiática.
Em junho de 2014, Son Tung M-TP desempenhou o papel principal no filme “Chàng Trai Năm Ấy” (título em inglês: Dandelion). Este filme foi lançado em dezembro de 2014, atraindo milhões de espectadores para o cinema. O tocante desempenho de Son Tung conquistou o coração do público e provou sua excelente habilidade em atuar. Ele também ganhou o prêmio de “Melhor Ator Novato” nos Prêmios Golden Kite de 2014 da Associação de Cinema do Vietnã neste papel.
Em outubro de 2014, Son Tung rescindiu o contrato com a Van Production e juntou-se à Wepro Entertainment JSC.

### 2015 – 2017
No início de 2015, Son Tung M-TP foi um dos concorrentes (na equipe com o produtor SlimV e DJ Trang Moon) no reality show de TV, The Remix (Hoà Âm Ánh Sáng), do canal. Este show trouxe seu nome ainda mais pra perto do público vietnamita. Um dos juízes, o músico veterano Lưu Thiên Hương, afirmou que o Son Tung era uma joia rara da música do Vietnã. Apesar de se retirar do programa após o sétimo episódio devido à sua condição de saúde, as performances do Son Tung M-TP ainda ganharam o maior número de visualizações no canal do programa no YouTube. Além de tocar as remixagens de suas antigas canções, o Son Tung M-TP também apresentou seus novos singles: Khuôn Mặt Đáng Thương ("Pity Face") e Thái Bình Mồ Hôi Rơi ("Thai Binh" e "My Father's Sweat"). Essas músicas rapidamente se tornaram sucessos e populares.
Em junho de 2015, Tùng gravou "Tiến lên Việt Nam ơi!" em apoio à equipe do Vietnã nos Jogos do Sudeste Asiático . Três de seus outros singles, "Ấn nút nhớ... Thả giấc mơ" (escrito para uma campanha publicitária para Omo ),  "Âm thầm bên em"  e "Buông đôi tay nhau ra" ,  foram lançados entre junho e dezembro de 2015. Embora tenham sido modestos sucessos comerciais em comparação com seus antecessores, "Amm bên em" recebeu o Green Wave Award de Single of the Year.
Em julho, oito mil ingressos para o primeiro grande show de Tung na cidade de Ho Chi Minh , a M-TP & Friends, foram vendidos em duas semanas. Seus colegas de elenco Dandelion , incluindo Hari Won e Phạm Quỳnh Anh , foram os atos de abertura do show .
Em agosto de 2015, ele apresentou a sua nova música pop e R&B “Âm Thầm Bên Em” ("A Silent Love") através de uma transmissão ao vivo no YouTube. Ele foi o primeiro artista do Vietnã a utilizar este método de vídeo. Depois disso, o MV oficial da canção foi lançado e atraiu milhões de visualizações em apenas alguns dias.
Em agosto de 2015, ele venceu a rodada nacional do MTV EMA Awards 2015 e representou o Vietnã na rodada do Sudeste Asiático. No dia 15 de outubro, foi anunciado como o Melhor Ato do Sudeste Asiático de 2015 e entrou no concurso de votação para o Melhor Ato da Ásia de 2015.
O seu primeiro concerto, "M-TP Ambition", aconteceram em duas grandes cidades do Vietnã: na Cidade de Ho Chi Minh (5 de dezembro de 2015) e em Hanói (9 de janeiro de 2016), conseguindo um público de mais de 20.000 pessoas. Em sua autobiografia de 2017 , Chạm tới giấc mơ , ele chamou a turnê de um dos "fracassos inesquecíveis" de sua vida.
Em abril de 2016, Son Tung M-TP tornou-se o cantor mais jovem que já ganhou a categoria “Cantor do Ano” do prêmio Cống Hiế, o "Grammy" da música vietnamita.
No final de 2016, "Chung ta không thuộc v nhau" foi a música mais pesquisada do ano do Google Vietnã , o 11º vídeo mais desagradado do ano do YouTube e o Vídeo Mais Popular dos WebTVAsia Awards no Vietnã.
Em dezembro de 2016, deixou o Wepro Entertainment e estabeleceu a sua própria empresa, M-TP Entertainment.
Devido a suas diferenças criativas com a WePro desde a turnê M-TP Ambition, Tùng anunciou que havia se separado da empresa em dezembro de 2016. Ele fundou sua própria gravadora, a M-TP Entertainment, e lançou três singles: " Lạc trôi ", " Nơi này có anh" e "Bình yên những phút giây".  O videoclipe de "Lạc trôi" marcou uma transição visual para o cantor e foi descrito como um "jogo de estereótipos asiáticos ", como tronos de ouro e estátuas de dragões. Ele e "Nơi này có anh" foram dois dos videoclipes asiáticos mais rápidos para receber 100 milhões de visualizações no YouTube, e foram duas das principais músicas de streaming do ano no Vietnã. Green Wave e o WeChoice Awards deram à lac troi os prêmios Single of the Year e Favorite Music Video, respectivamente.  O último lançamento de Tùng para WePro, "Bình yên những phút giây", foi um single escrito como parte de uma promoção para o chá verde Không..
Em 2017, Son Tung conseguiu chamar a atenção do mundo e, sobretudo, da Ásia com o lançamento do clipe da canção Lạc Trôi, que acabou ocasionando até em criação de páginas no Facebook de fã clubes internacionais como o do Brasil, do Emirados Árabes e da Coreia do Sul, além do sucesso do single seguinte, Nơi Này Có Anh, lançamento do primeiro álbum de estúdio intitulado m-tp M-TP e do convite para participar do evento Viral Fest Asia 2017, que é o maior festival de música digital do continente asiático que ocorreu no dia 3 de junho em Bangkok, capital da Tailândia.

### 2017 – presente:m-tp M-TP,Sky Tour MovieandChúng ta
Em 1º de abril de 2017, Tùng lançou o álbum de compilação M-TP M-TP para celebrar seu quinto aniversário na indústria da música. Lançado fisicamente no formato de unidade USB , continha a maioria de suas faixas anteriores e novos remixes.  Mil cópias foram vendidas em cidade de Ho Chi Minh e Hanoi. O remix SlimV da compilação de "Remember Me" foi lançado como um single.  Em junho de 2017, Tung realizou um mini show de 12 minutos no Viral Fest Asia em Bangkok , na Tailândia , e realizou um segundo show da M-TP & Friends em Hanoi no mês seguinte. Ele estrelou  Âm bản (2017), um curta-metragem patrocinado pela Oppo, e passou a fornecer os vocais em "Gia đình tôi chọn", um single celebrando o décimo quinto aniversário da WePro em agosto daquele ano. A autobiografia do cantor, Chạm tới giấc mơ , foi publicada em 30 de setembro. Ele detalhou o início da vida de Tùng e seu tempo com Văn Production e WePro Entertainment, mostrando as controvérsias em torno de sua carreira. Dez mil cópias do livro foram vendidas nos dois primeiros dias. Depois, recebeu um Mnet Asian Music Award por Vietnamita Breakout Artist , um Keeng Young Award para artista masculino favorito, um V Live Award de Melhor V Star  e um WeChoice Award para Breakout Artist.
Em maio de 2018, seu single "Run Now" foi lançado com um videoclipe com a atriz tailandesa Davika Hoorne . O vídeo estabeleceu um recorde de 24 horas para vídeos musicais vietnamitas com 17,6 milhões de visualizações no YouTube no primeiro dia.  No entanto, muitos espectadores católicos condenaram o uso da pintura Pietà de 1876 de William-Adolphe Bouguereau , como foi visto queimando no vídeo. No mesmo mês, ele assinou um contrato de distribuição com a empresa sul-coreana Bingo Music. Mais tarde em julho, o cantor lançou um remix de "Run Now" (produzido por Onionn) e jogou uma versão ficcional de si mesmo em Chuyến đi của thanh xuân., um curta-metragem patrocinado por Biti e dirigido por Nguyễn Quang Dũng.
Na noite de 31 de maio, Son Tung M-TP lançou o trailer de "SKY TOUR Movie" e anunciou oficialmente o projeto de um documentário musical a ser lançado nos cinemas em 12 de junho. Após mais de 12 horas de lançamento, o trailer "SKY TOUR Movie" subiu diretamente para as 7 principais tendências do Youtube no Vietnã, com quase 1 milhão de visualizações. Son Tung M-TP: Sky Tour Movie é o primeiro documentário musical do Vietnã, com grandes vendas como: 10.000 ingressos foram vendidos em apenas 48 horas, gerando 5,5 bilhões VND ( $ 238,700 - R$ 1.286,94) em receita após 3 dias de sua estreia em meados de junho. Sky Tour Movie teve a estreia de maior sucesso do gênero no vietnã, de acordo com a Box Office Vietnam.
O album Sky Tour na data de lançamento subiu para o 83º posição dos album mais vendidos no iTunes mundial.
A Netflix, em parceria com a M-TP Entertainment, lançou o "Son Tung M-TP: Sky Tour Movie", exclusivamente no serviço Netflix global em 2 de setembro de 2020, trazendo o primeiro documentário de música do Vietnã que chegou ao público em 190 países ao redor do mundo. Depois de ser lançado nos cinemas em junho de 2020, Raphael Phang, gerente de aquisição de conteúdo da Netflix para o Sudeste Asiático, disse: 'A música de Son Tung transcende fronteiras. Sua arte ressoa não apenas com os fãs no Vietnã, mas em outros mercados além do Sudeste Asiático.' .
Mais tarde naquele ano, Tùng lançou "Có chắc yêu là đây" um presente aos fãs que estavam a espera de um novo album por um longo período, por fim Chúng ta  album foi anunciado e com ele foi lançado o MV de "Chúng ta của hiện tại". O primeiro se tornou a quarta estreia de videoclipe no YouTube na época, com 901.000 espectadores simultâneos. Tùng também se tornou o primeiro músico vietnamita a entrar na parada da Billboard Social 50 em julho de 2019, na posição 28, com o video clipe de "Chúng ta của hiện tại", Tùng alcançou 1,5 milhão de espectadores ao mesmo tempo, após 2 horas de lançamento a música estabeleceu um recorde quando atingiu 6 milhões de visualizações no YouTube.
Recentemente a música "Hãy Trao Cho Anh (Give it to me)" um feat com o rapper Snoop Dogg lançado em 2019 entrou para o topo do Billboard LyricFind Global. no início do ano de 2021.

## Arte
Em Chạm tới giấc mơ , Tùng lembrou que freqüentemente ouvia seus avós cantando Quan họ (um estilo de música folclórica vietnamita originado em Bắc Ninh ) quando criança; seu estilo vocal característico afetou sua maneira de cantar notas de Slur , e a música folclórica vietnamita em geral inspirou seu trabalho. O cantor cresceu mais tarde ouvindo artistas como Quang Vinh , a quem ele idolatrava, Chris Brown , Rihanna e Justin Bieber . Tùng também foi influenciado pela cena do hip hop underground vietnamita e pelos atos do K-pop, incluindo Big Bang , Super Junior e TVXQ .  Após a morte do compositor An Thuyên em 2015, ele disse que Thuyên foi a maior influência em sua arte, e agradeceu quando o compositor o defendeu durante a polêmica em torno de "Chắc ai đó sẽ về" em 2014. .
Seus primeiros lançamentos contêm elementos pop e contemporâneos de R & B e hip-hop.  Tùng usou a música eletrônica de dança mais tarde em sua carreira, com o "Chung Ta Không Thuộc về Nhau" (2016) indicado para o Tropical House sendo um dos seus primeiros lançamentos no gênero. Algumas de suas produções também incorporaram instrumentos musicais tradicionais vietnamitas - mais notavelmente "Lạc trôi" (2017), que é uma futura trilha de baixo com o tranàn tranh e sáo . Em uma entrevista de 2014, Tùng disse que a maioria de suas letras românticas foram inspiradas em dramas coreanos e sua ex-paixão no colegial; o último foi mais evidente na letra de "Em của ngày hôm qua" (2013). Muitas de suas primeiras canções se referiam à chuva, e por isso ele foi apelidado de "o príncipe da chuva" pela imprensa precocimente.  Em 2015 "Không phải dạng vừa đâu" e "Remember Me" foram faixas que Tùng escreveu em resposta à reação contra sua carreira.  Ele os executou com sua assinatura de vocais de rap , que ao longo dos anos foram muitas vezes descritos como obscuros e divididos na recepção pública. Além de teclados eletrônicos, Tùng toca piano .

## Estilo musical
Seus gêneros de música mais conhecidos são o eletrônico, pop dance e balada pop, mas seu trabalho é muitas vezes uma mistura de dance, R&B, rap, hip-hop e música tradicional vietnamita. Segundo ele, sua música é a fusão da música tradicional vietnamita com o K-pop, J-pop e pop americano e britânico.

## Imagem pública e realizações
Veja também: Lista de prêmios e indicações recebidos por Sơn Tùng M-TP
Tung, conhecido como um dos artistas vietnamitas de maior sucesso, foi chamado de "Príncipe do V-pop ". Forbes Vietnam e Thể thao & Văn hóa descreveram o cantor como "uma imagem da versão vietnamita do K-pop", e o Eurovision Asia Song Contest entitulou de "ultrapassar" limites e misturando gêneros, enquanto cria uma imagem deliberadamente andrógina . "  De acordo com o Cung Ly de Thể thao & Văn hóa , o talento de Tung para misturar a originalidade "suavemente" com o mainstream K-pop foi a razão de seu sucesso. No entanto, a recepção pública durante o início de sua carreira foi dividida. Devido a questões de direitos autorais do passado de TUNG, seu trabalho foi freqüentemente comparado a outras músicas estrangeiras. O colaborador da Forbes Vietnam , Phan T. Trang, escreveu que, embora o público tenha sido mais "generoso e aberto" em relação ao cantor desde os lançamentos de "Lạc trôi" e "Nơi này có anh", a indústria ainda duvida de sua criatividade.
Em 2015, o WeChoice Awards nomeou um dos seus cinco Inspiration Ambassadors (a principal honra da premiação). Ele também votou nele como uma das dez pessoas mais influentes no Vietnã em 2014 e 2017, e um dos cinco artistas mais influentes de 2015.  Em maio de 2016, o presidente dos EUA, Barack Obama, mencionou Tung durante um discurso examinando o impacto das mídias sociais sobre jovens vietnamitas. O discurso foi parte da reunião de Obama com membros da Iniciativa dos Jovens Líderes do Sudeste Asiático, na cidade de Ho Chi Minh.  Em 2018, a Forbes Vietnã incluiu o Tùng em sua lista anual de Forbes 30 Under 30 . Ele também foi incluído na lista dos cinco melhores cantores favoritos (lista Top Hit) dos Green Wave Awards por três vezes consecutivas desde 2015.
TUNG foi descrito como um ícone da moda. Em 2017, a Elle vietnamita deu a ele um prêmio para o cantor masculino mais estiloso. Sua base de fãs, Sky , tem muitos seguidores no país.  Tùng endossou várias marcas e empresas, incluindo a Oppo , Yamaha e Jollibee . Oppo lançou a linha telefônica do cantor, Sơn Tùng M-TP Edição Limitada F3, em junho de 2017. Um par de sapatos da coleção Hunter da Biti esgotou após a colocação do produto no videoclipe "Lạc trôi". A Biti reconheceu isso como um fator em seu aumento de 300% nas vendas, o que ajudou a revitalizar a marca.
Em setembro de 2016, entrevista no tapete vermelho do Tùng em The Face Vietnam 's  season 1 finale foi viral. Ele apareceu com uma tatuagem temporária, idêntica a um modelo alemão, dizendo que foi idéia dele.  O cantor também fez a "tattoo" e declarou: "Mình thi thì mình vẽ lên thôi" ("Eu desenhei no meu rosto porque eu gostei"). Ele inspirou memes , remixes, canções originais interpretadas por Hồ Ngọc Hà , Noo Phước Thịnh e Only C.

## Controvérsias
Muitas das canções que Son Tung M-TP compôs e lançou durante seus anos de estudante de escola secundária utilizavam batidas e arranjos de músicas baixadas da internet. Por causa disso, ele já foi acusado de violar os direitos autorais de algumas músicas. No entanto, esta acusação nunca foi convincente para muitas pessoas, já que estas canções nunca foram utilizadas para fins comerciais e pode ser visto como um passatempo, uma paixão e um processo de aprendizagem para ser compositor.
Em junho de 2014, Son Tung M-TP enfrentou um escândalo sobre a licença comercial para usar a batida para seu primeiro lançamento oficial "Em của ngày hôm qua ("Você de ontem")". Como resposta a isso, a canção foi retirada de todas as nomeações de prêmios de música e das paradas musicais. Sua gravadora da época, Van Production, se recusou a assumir a responsabilidade e deixou-o sozinho com todas as críticas do público e da mídia. Este foi supostamente o motivo pelo qual ele terminou o contrato com essa gravadora. O MV “Em Cua Ngay Hom Qua” também ficou escondido no YouTube quando o mesmo atingiu mais de 40 milhões de visualizações. Nenhuma alegação oficial ou legal foi feita em relação a esta acusação, no entanto, foi suspeita de injunção da Van Production contra Son Tung M-TP para a sua rescisão contrato. O MV foi reeditado e ainda continua a ser visto por milhões de telespectadores de diferentes nacionalidades. Son Tung M-TP também fez um remix e mudou a batida da música e arranjo.
Em novembro de 2014, a sua música para o filme Chang Trai Nam Ay(em inglês: Dandelion), “Chac Ai Do Se Ve” ("Someone will come back") também foi acusada de infringir o direito autoral, da música “Because I Miss You”, do cantor sul-coreano Jung Yong-hwa. Essa acusação apenas acabou quando a FNC Entertainment, gravadora de Jung Yong-hwa, informou que eles consideraram as similaridade entre ambas as músicas mas não acharam nenhuma infração dos direitos autorais.

## Publicidade
Son Tung é uma das celebridades mais visíveis do Vietnã, e isto inclui o fato dele ser garoto propaganda de produtos de marcas como a Yamaha, Oppo Smartphone, Omo, Jollibee, Oishi C+ e OXY face wash, Pepsi, VinFast, Tiger Beer e outros

## Filmografia
| Ano  | Título                   | Papel                   | Info           |
| ---- | ------------------------ | ----------------------- | -------------- |
| 2014 | Dandelion                | Dinh Phong (Đình Phong) |                |
| 2016 | Âm bản                   | Anjo                    | curta metragem |
| 2018 | Chuyến đi của thanh xuân | Son Tung M-TP           | curta metragem |
| 2020 | Sky Tour                 | Son Tung M-TP           | curta metragem |

## Video clipes
| Título                                                    | Ano  | Diretor                |
| --------------------------------------------------------- | ---- | ---------------------- |
| "Đừng về trễ"                                             | 2013 | Gin Trần               |
| "Em của ngày hôm qua"                                     | 2014 | Danny Đỗ               |
| "Sống như những đóa hoa" (com vários artistas)            | 2014 | Kawaii Nguyễn Tuấn Anh |
| "Chắc ai đó sẽ về"                                        | 2014 | Phoenix Vũ             |
| "Không phải dạng vừa đâu"                                 | 2015 | Phoenix Vũ             |
| "Âm thầm bên em"                                          | 2015 | Nguyễn Quang Huy       |
| "Buông đôi tay nhau ra"                                   | 2015 | Đinh Hà Uyên Thư       |
| "Một năm mới bình an"                                     | 2016 | Tạ Nguyên Hiệp         |
| "Chúng ta không thuộc về nhau"                            | 2016 | Đinh Hà Uyên Thư       |
| "Lạc trôi"                                                | 2016 | Đinh Hà Uyên Thư       |
| "Nơi này có anh"                                          | 2017 | Gin Trần               |
| "Bình yên những phút giây"                                | 2017 | Khương Vũ              |
| "Gia đình tôi chọn" (com vários artistas)                 | 2017 | Desconhecido           |
| "Chạy ngay đi" (Run Now)                                  | 2018 | Koinrush/INSP          |
| "Chạy ngay đi" (Run Now Remix)                            | 2018 | Đinh Hà Uyên Thư       |
| "Hãy Trao Cho Anh (Give It to Me)" (featuring Snoop Dogg) | 2019 | Korlio                 |
| "Có chắc yêu là đây"                                      | 2020 | Jason Lê               |
| "Chúng ta của hiện tại"                                   | 2020 | Lê Huy Anh             |
| "Skyler"                                                  | 2021 |                        |

## Discografia

### Álbuns
| Título    | Detalhes do álbum |
| m-tp M-TP | Lançado: 1 de abril de 2017 Etiqueta: M-TP Entertainment Formatos: USB flash drive , download digital , streaming online |

### Singles
- Cơn Mưa Ngang Qua – The Rain Gone By (2012)
- Đừng Về Trễ – Don't Come Home Late (2013)
- Em Của Ngày Hôm Qua – You of Yesterday (2013)
- Chắc Ai Đó Sẽ Về – Someone Will Come Back (2014)
- Không Phải Dạng Vừa Đâu – I'm Quite Something (2015)
- Thái Bình Mồ Hôi Rơi – Thai Binh & My Father's Sweat (2015)
- Khuôn Mặt Đáng Thương – Pitiful Face (2015)
- Tiến Lên Việt Nam Ơi (Canção de futebol para a equipe vietnamita) (2015)
- Ấn Nút Nhớ... Thả Giấc Mơ (Canção para o comercial do detergente OMO) (2015)
- Âm Thầm Bên Em – A Silent Love (2015)
- Buông Đôi Tay Nhau Ra – Let go off each other's hands (2015)
- Như Ngày Hôm Qua – Like Yesterday (Sky Song) (2016)
- Một Năm Mới Bình An – A peaceful new year (2016)
- Chúng Ta Không Thuộc Về Nhau – We don't belong together (2016)
- Lạc Trôi – Lost (2017)
- Nơi Này Có Anh - Love Is... (2017)
- Bình Yên Những Phút Giây (Canção para o comercial de chás de uma marca vietnamita) (2017)
- "Remember Me (SlimV 2017 Mix)" (com Slimv) (2017)
- "Lạc trôi (Triple D Remix)" (2017)
- Run Now ("Chạy ngay đi") (2018)
- Run Now Onnion Remix  ( "Chạy ngay đi" ) (2018)
- You of Yesterday (2018)
- "Nắng ấm xa dần (Onionn Remix)" (2019)
- "Hãy trao cho anh (Give It to Me)" (featuring Snoop Dogg) (2019)
- "Có chắc yêu là đây" (2020)
- "Chúng ta của hiện tại" (2020)

### Singles colaborativos
- Sống Như Những Đóa Hoa – Live Like Flowers (2014) (Essa canção foi gravada e filmada para um propósito de consciência social).
- "Gia đình tôi chọn" (com vários artistas) ( 2017 )

## Prêmios e nomeações
| Ano  | Premiação               | Categoria                                          | Trabalho                                    | Resultado           |
| ---- | ----------------------- | -------------------------------------------------- | ------------------------------------------- | ------------------- |
| 2012 | Favorite Song           | Música do mês (Outubro)                            | "Cơn mưa ngang qua" (The Rain Gone By)      | Venceu              |
| 2013 | Zing Music Awards       | Música R&B do Ano                                  | "Cơn mưa ngang qua" (The Rain Gone By)      | Venceu              |
| 2014 | Favorite Song           | Música do Mês (Fevereiro)                          | "Em của ngày hôm qua" (You of Yesterday)    | Venceu              |
| 2014 | Estrela do Ano          | Celebridade Masculina mais Atraente                |                                             | Venceu              |
| 2015 | Zing Music Awards       | Melhor Artista Novo                                |                                             | Indicado            |
| 2015 | Homens do Ano           | Equipe do Ano                                      | Dandelion                                   | Venceu (com outros) |
| 2015 | The Magic Box Thebox.vn | Melhor Cantor Masculino                            |                                             | Venceu              |
| 2015 | Golden Kites Awards     | Melhor Novo Ator                                   | Dandelion                                   | Venceu              |
| 2015 | We Choice Awards        | Embaixador da Inspiração                           |                                             | Venceu (com outros) |
| 2015 | We Choice Awards        | Cantor Masculino do Ano                            |                                             | Indicado            |
| 2015 | We Choice Awards        | Equipe do Ano                                      |                                             | Venceu              |
| 2015 | We Choice Awards        | Canção do Ano                                      | "Chắc ai đó sẽ về" (Someone will come back) | Venceu              |
| 2015 | MTV Europe Music Awards | Melhor Ato do Sudeste Asiático (Nomeação regional) |                                             | Venceu              |
| 2015 | MTV Europe Music Awards | Melhor Ato Asiático (Nomeação mundial)             |                                             | Indicado            |